# Stentor
För andra betydelser, se Stentor (olika betydelser).
Stentor var enligt grekisk mytologi grekernas härold i det trojanska kriget.  Han hade en stämma så kraftig att han kunde överrösta femtio män. 
Ordet stentorsröst härrör från honom och betyder en stark och dånande röst.